# مهدي عبيد شارف
مهدي عبيد شارف ولد في 14 كانون الأول/ديسمبر 1980 في قسنطينة، هو حكم كرة قدم جزائري.
اشتهر بعدما كان واحدا من الحكام الرئيسيين في بطولة كأس الأمم الأفريقية لعام 2015 في غينيا الاستوائية ثم شارك كحكم رسمي في بطولة أمم إفريقيا للمحليين 2017 (تشان) في رواندا وحكم أيضا في كأس أمم أفريقيا 2017 في الغابون ثم تم استدعائه للمشاركة في تحكيم بعض مباريات بطولة الأمم الأفريقية للمحليين (تشان) في المغرب. شارك أيضا على المستوى العالمي حيث حكم في بعض مباريات كأس العالم تحت 17 سنة لعام 2015 في شيلي ثم شارك في كأس العالم تحت 17 سنة أيضا عام 2017 في الهند
انتهت مسيرته التحكيمية بالفضيحة التي حصلة في مبارات الترجي التونسي و الاهلي المصري عند انحياز الحكم مهدي عبيد لجانب الاهلي و اهدائها ضربات جزاء خيالية غير موجودة و نشوب استنكار عربي واسع النطاق وصل حتى احراق منزل عائلته بقسنطينة الجزائر و اصبح منبوذ بين حكام العالم العربي و الافريقي 

## المباريات الدولية
| المباريات الدولية للحكم محمد عبيد شارف | المباريات الدولية للحكم محمد عبيد شارف | المباريات الدولية للحكم محمد عبيد شارف                  |
| التاريخ                                | المباراة                               | المنافسة                                                |
| -------------------------------------- | -------------------------------------- | ------------------------------------------------------- |
| 2015                                   | ساحل العاج - غينيا                     | كأس الأمم الأفريقية (مرحلة المجموعات)                   |
| 2017                                   | ألمانيا - أستراليا                     | كأس العالم تحت 17 سنة (مرحلة المجموعات)                 |
| 2017                                   | فرنسا - باراجواي                       | كأس العالم تحت 17 سنة (مرحلة المجموعات)                 |
| 2016                                   | مالي - أوغندا                          | بطولة أمم أفريقيا للمحليين 2016 (مرحلة المجموعات)       |
| 2017                                   | غانا - مالي                            | كأس أمم أفريقيا 2017 (مرحلة المجموعات)                  |
| 2017                                   | غانا - بوركينا فاسو                    | كأس أمم أفريقيا 2017 (مبارة تحديد المركز الثالث)        |
| 2017                                   | ألمانيا - كوستاريكا                    | كأس العالم تحت 17 سنة (مرحلة المجموعات)                 |
| 2018                                   | مالي - غانا                            | بطولة أمم أفريقيا للمحليين (ربع النهائي)                |
| 2018                                   | السودان - ليبيا                        | بطولة أمم أفريقيا للمحليين (مباراة تحديد المركز الثالث) |

## روابط خارجية
- مهدي عبيد شارف على موقع Soccerway.com (الإنجليزية)